# .mq
.mq ist die länderspezifische Top-Level-Domain (ccTLD) des französischen Überseegebietes Martinique. Sie existiert seit dem 28. März 1997 und wurde zunächst vom Unternehmen SYSTEL mit Sitz im benachbarten Guadeloupe verwaltet. Mittlerweile ist die Association Française pour le Nommage Internet en Coopération (AFNIC) für .mq verantwortlich, zuletzt wurde ihr Vertrag im Juli 2012 für fünf Jahre verlängert.